# А/ТВК
«А/ТВК» ― харківський регіональний телеканал.
Глядацька авдиторія — близько 1,5 млн глядачів. Територія мовлення — м. Харків і в радіусі 30-40 км від міста.

## Історія компанії
АТ ТРК «Право-А/ТВК» вийшов в ефір на початку грудня 1995 року і став однією з перших недержавних телекомпаній міста Харкова і України.

## Програми
Зараз на каналі майже не виходить жодної програми власного виробництва. Інформаційні випуски служби новин «Агентство Телебачення „Новини“» виробляє власне саме «АТН». Програму «Харківські новини» (разом з новинами спорту) закрили від липня 2011 року. Потім припинилось виробництво програм «Начасі», «Курсив», «3D формат» (суспільно з «ОТБ»), «Книжковий кошик», «АРТіШОК», «Комендантська година», «Модне сузір'я» (перейшло на «Фору»), «Вечірня казка» та спортивної програми «5х5». В ефірі залишилась тільки одна програма власного виробництва — «Прем’єра з Ігорем Жуковим». А також виходять програма «Вартові правопорядку» на замовлення каналу і програма ТРК «Оріон» «По суті. Інформаційний тижневик».

## Конфлікт з міською владою
Восени 2011 року компанія «Украинские цифровые коммуникации», яка займалася трансляцією сигналу в ефір, відмовилась від трансляції сигналу, пояснюючи своє рішення технічними проблемами з боку телеканалу. Однак, керівництво каналу та громада вважають, що відключення каналу стало відповіддю міської влади на чолі з Геннадієм Кернесом на матеріали, які транслювалися в ефірі та висвітлювали небажану інформацію про діяльність місцевої влади (особливо «Агентство Телебачення „Новини“»). Окрім «А/ТВК» тоді ж було закрито й інші харківські опозиційні канали («Фора» й «АТН»).

## Сучасна діяльність
Відновив мовлення з 24 квітня 2014 року, присутнє тестове мовлення, що складається з програм АТН, програми ТРК «Оріон» «По суті. Інформаційний тижневик», однієї програми власного виробництва «Прем'єра з Ігорем Жуковим», однієї програми на замовлення «Вартові правопорядку» та програм телеканалу «Еспресо TV».

## Канали/передавачі
- № каналу — 11 ТВК
- місцезнаходження — м. Харків
- потужність — 0,1 кВт
- оператор — ПАТ „Телевізійна та радіомовна компанія „ФОРА”
- адреса — вул. Дерев'янка, буд. 1-А, м. Харків, Україна.
- територія розповсюдження — м. Харків та райони: Харківський, Дергачівський.
- Ліцензія — Серія № «НР № 00493-м» від 29.11.2015 по 29.11.2022